# Alma Haas
Alma Haas, geboren als Alme Hollaender; auch Haas-Hollaender (* 31. Januar 1847 in Ratibor, Oberschlesien; † 12. Dezember 1932 in London) war Pianistin und Musikpädagogin in Deutschland und England.

## Jugend und Ausbildung
Alme Hollaender entstammte einer musikalischen Familie: Ihr Vater Isaac Hollaender war Musiklehrer, die Mutter eine Pianistin. Ihr Bruder war der Pianist Alexis Hollaender. In Leobschütz lebten ihre Cousins, die Musiker Victor, Gustav und der Schriftsteller Felix Hollaender. Bereits mit zehn Jahren besuchte sie die Musikschule von Louis Wandelt in Breslau und setzte dann das Musikstudium in Berlin fort. In den Jahren 1862–1867 studierte sie bei Theodor Kullak und debütierte 1868 im Gewandhaus (Leipzig).

## Wirken
Ab 1868 unternahm Alme Hollaender als Pianistin Konzert-Tournee in einigen deutschen Großstädten; 1870 gab sie Konzerte in London. Im Jahr 1871 reiste sie nochmals nach England und heiratete 1872 in London Ernst Haas. Alma Haas „trat regelmäßig in den Londoner Konzertreihen als Solistin und Kammermusikerin auf und galt als hervorragende Interpretin der Werke Ludwig van Beethovens und Robert Schumanns.“ In den Jahren 1876–1886 war sie in London als Musikpädagogin im Bedford College der Londoner Universität tätig. Anschließend übernahm sie 1886 die Leitung der Musikabteilung am King’s College London und war 1887 kurzfristig am Royal College of Music tätig.
In London war ebenfalls ihr Cousin Victor Hollaender einige Jahre als musikalischer Leiter bei der Royal Opera Comique tätig. Dort wurde 1896 sein Sohn Friedrich Hollaender geboren.
Alma Haas veranstaltete regelmäßig eigene Klavierabende am Konzertflügel, die sie in der Londoner Steinway Hall gab. Im Juni 1914 trat sie in einem Konzert gemeinsam mit Ada Crossley und Ernest Groom auf.

## Repertoire (Auswahl)
- Ludwig van Beethoven:
  - Klavierkonzert C-Moll, op. 37.
  - Klavierkonzert G-Dur, op 58.
  - Konzert C-Dur für Klavier, Violine und Orchester, op. 56.
  - Klaviersonate F-Moll, op. 57, Appassionata.
- Johannes Brahms:
  - Klavierquintett F-Moll, op. 34.
  - Variationen D-Dur, op. 21.1.
- César Franck:
  - Klavierquintett F-Moll.
- Franz Liszt:
  - Ungarische Rhapsodie cis-Moll.
- Felix Mendelssohn Bartholdy:
  - Klavierkonzert G-Moll, op. 25.
- Franz Schubert:
  - Variationen B-Dur.
- Robert Schumann:
  - Am Springbrunnen, op. 85.9, auf zwei Hände.
  - Kinderszenen, op. 15.